# ويليام أ. ميتشيل
ويليام أ. ميتشيل (بالإنجليزية: William A. Mitchell)‏ (و. 1911 – 2004 م) هو عالم، وكيميائي، ومخترع أمريكي، توفي في ستوكتون، كاليفورنيا، عن عمر يناهز 93 عاماً، بسبب قصور القلب.

## التعليم
تعلم في نظام جامعة نبراسكا
.